# 林登霍夫山

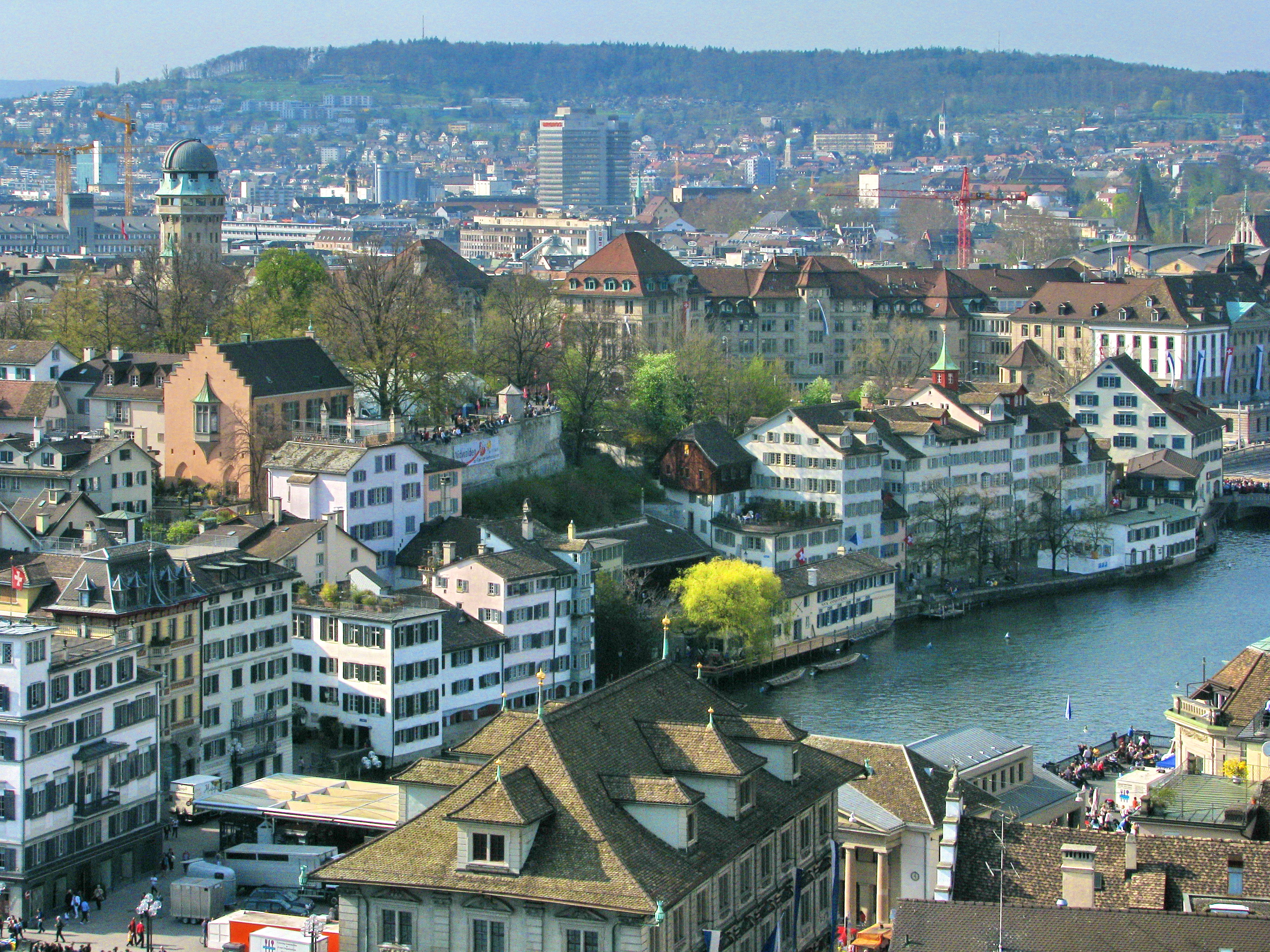
利马特河和林登霍夫山

林登霍夫山（Lindenhof）是一个扁平的冰磧丘陵和市民广场，为末次冰期的遗迹，海拔428米，高过利马特河约25米，位于瑞士苏黎世的老城区。古罗马和卡洛林王朝时期皇宫曾设于此。山顶区域包括史前、罗马和中世纪建筑遗迹，已被列入瑞士国家和区域重要文化财产名录。周围的历史上成长。
林登霍夫山北到乌拉尼亚街（市警察局），南面靠近圣彼得教堂，西到车站大街，东到利马特河。

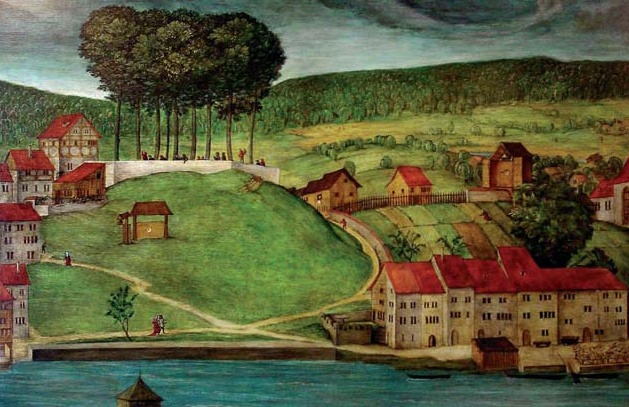
15世纪末的林登霍夫
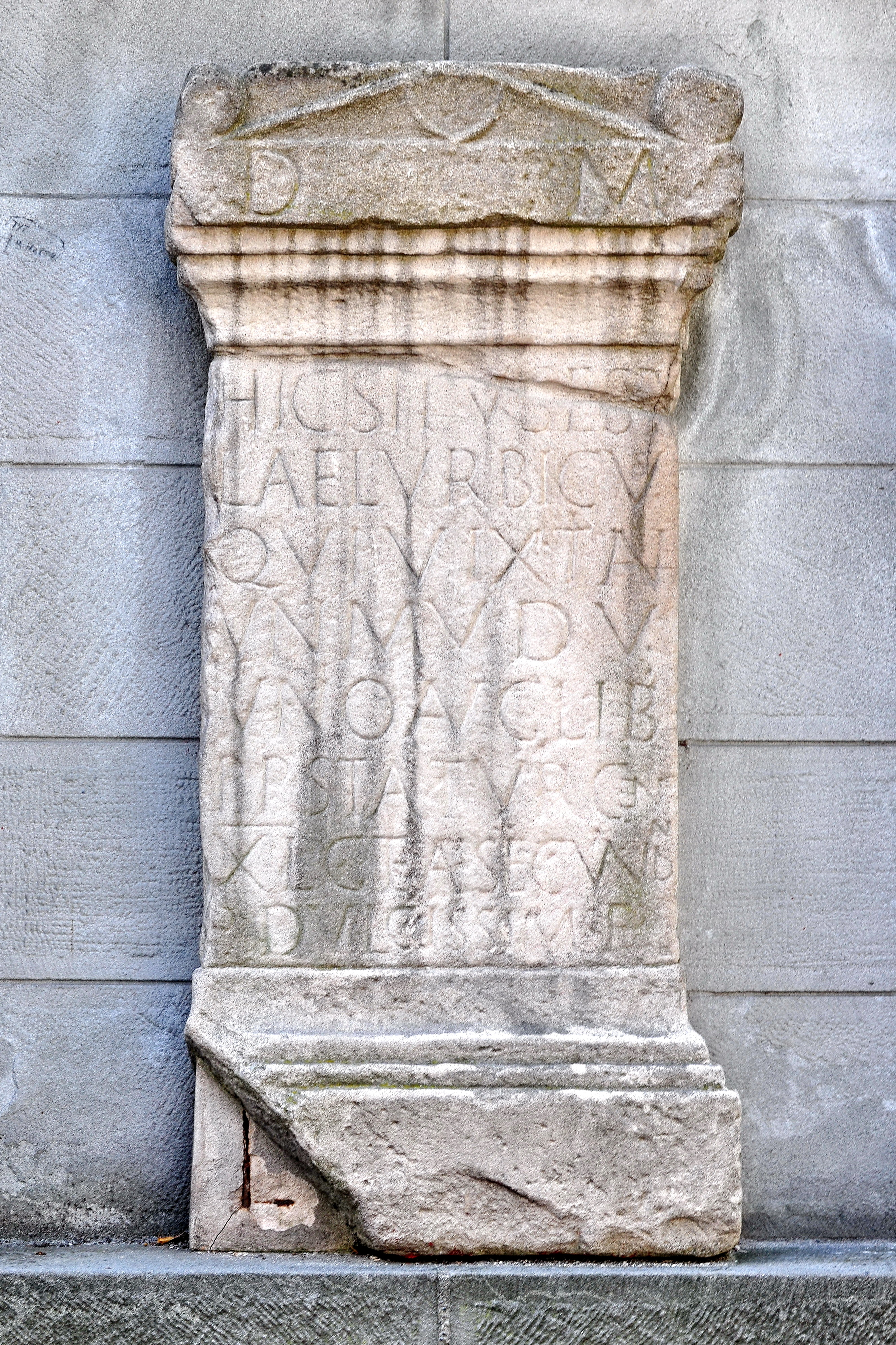
墓碑（公元200年）
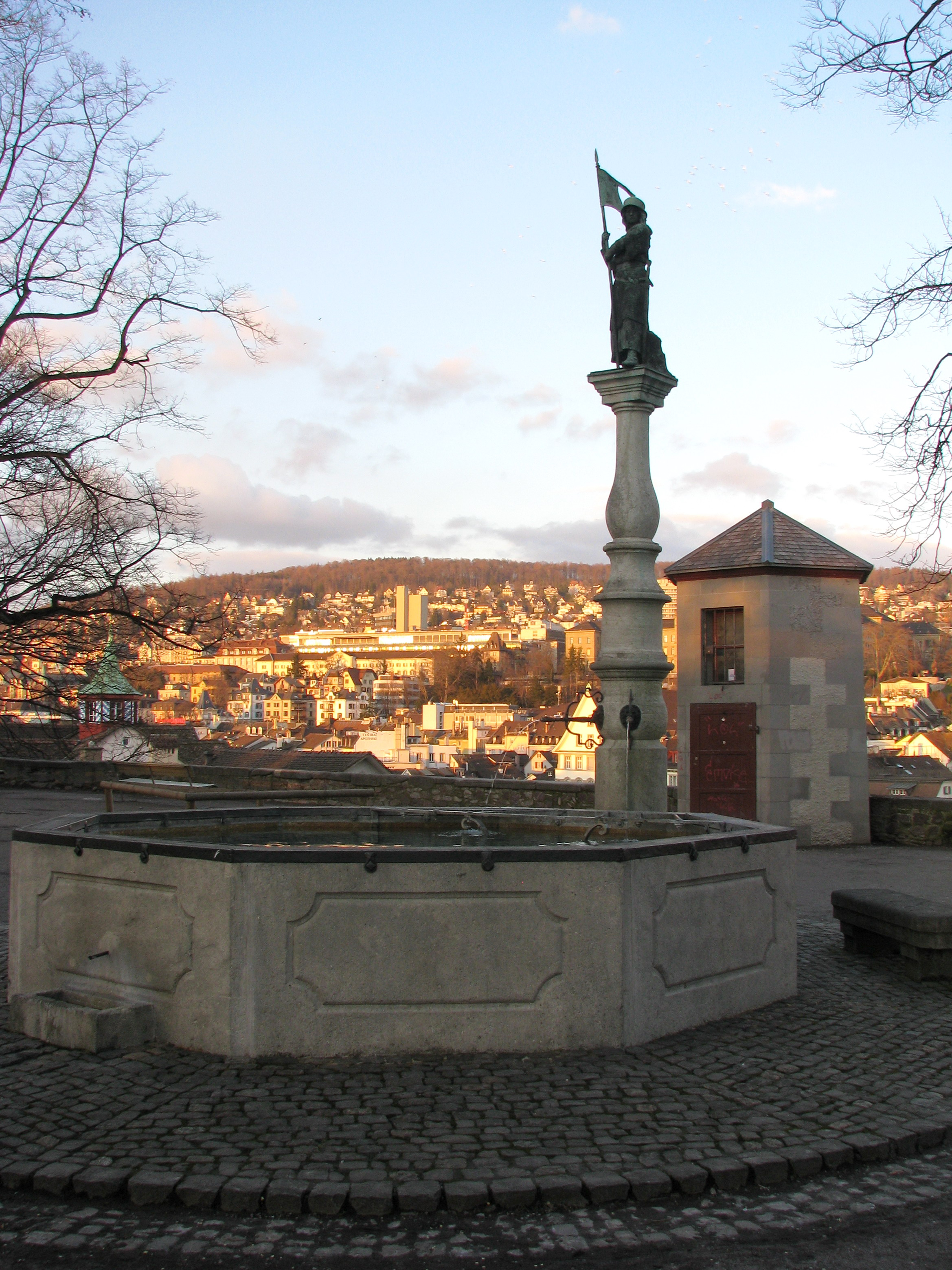
海维喷泉
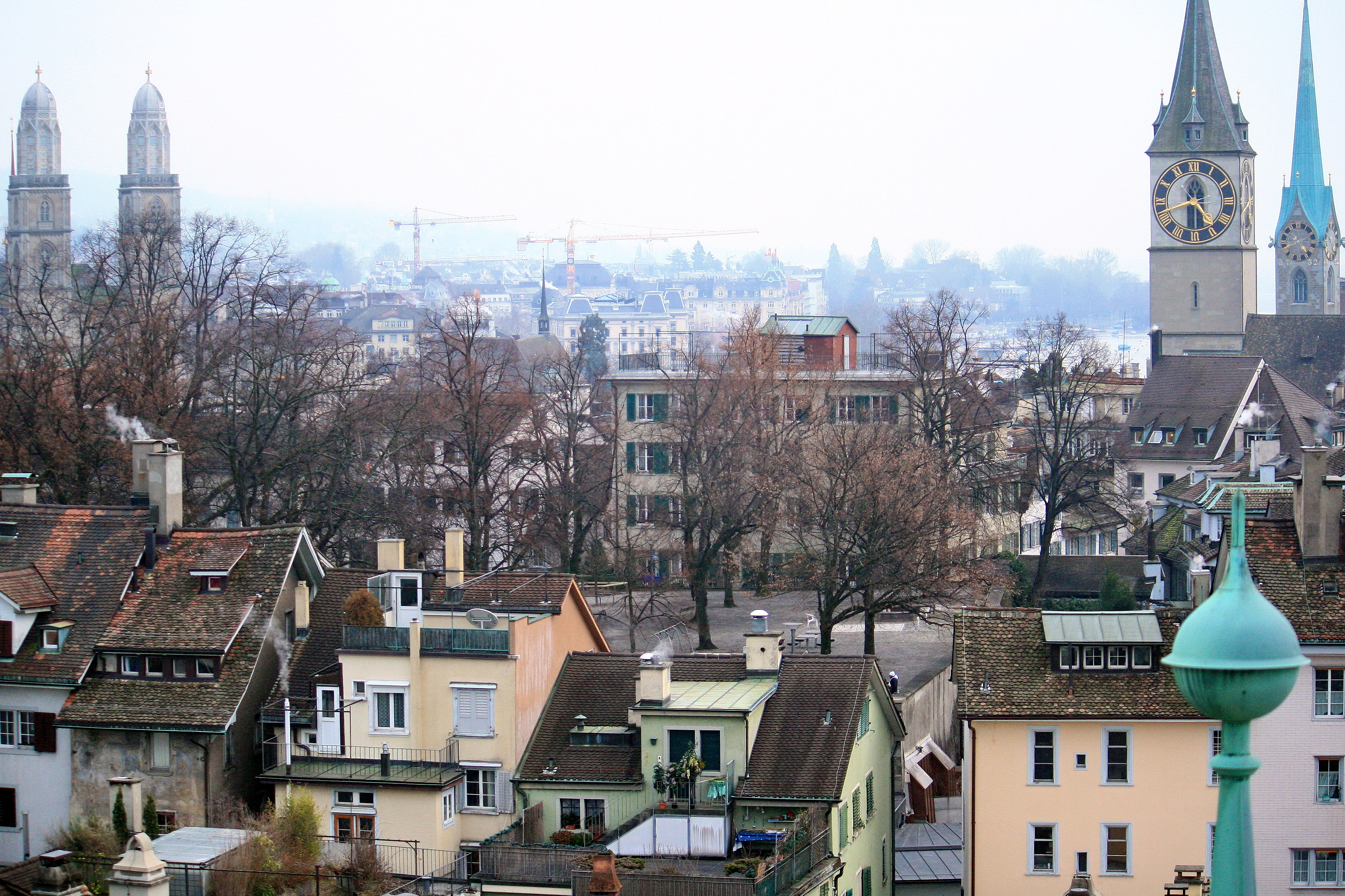
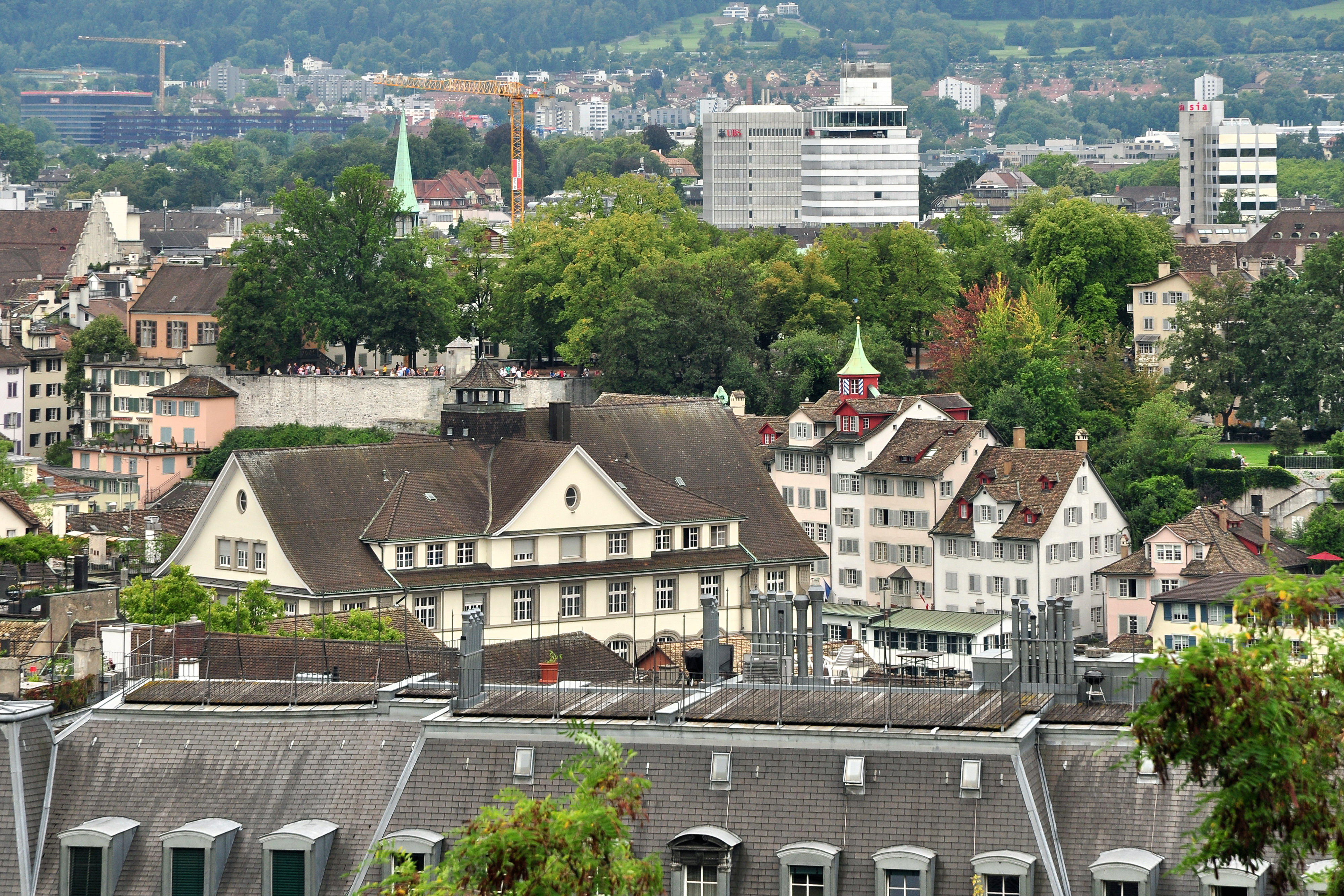
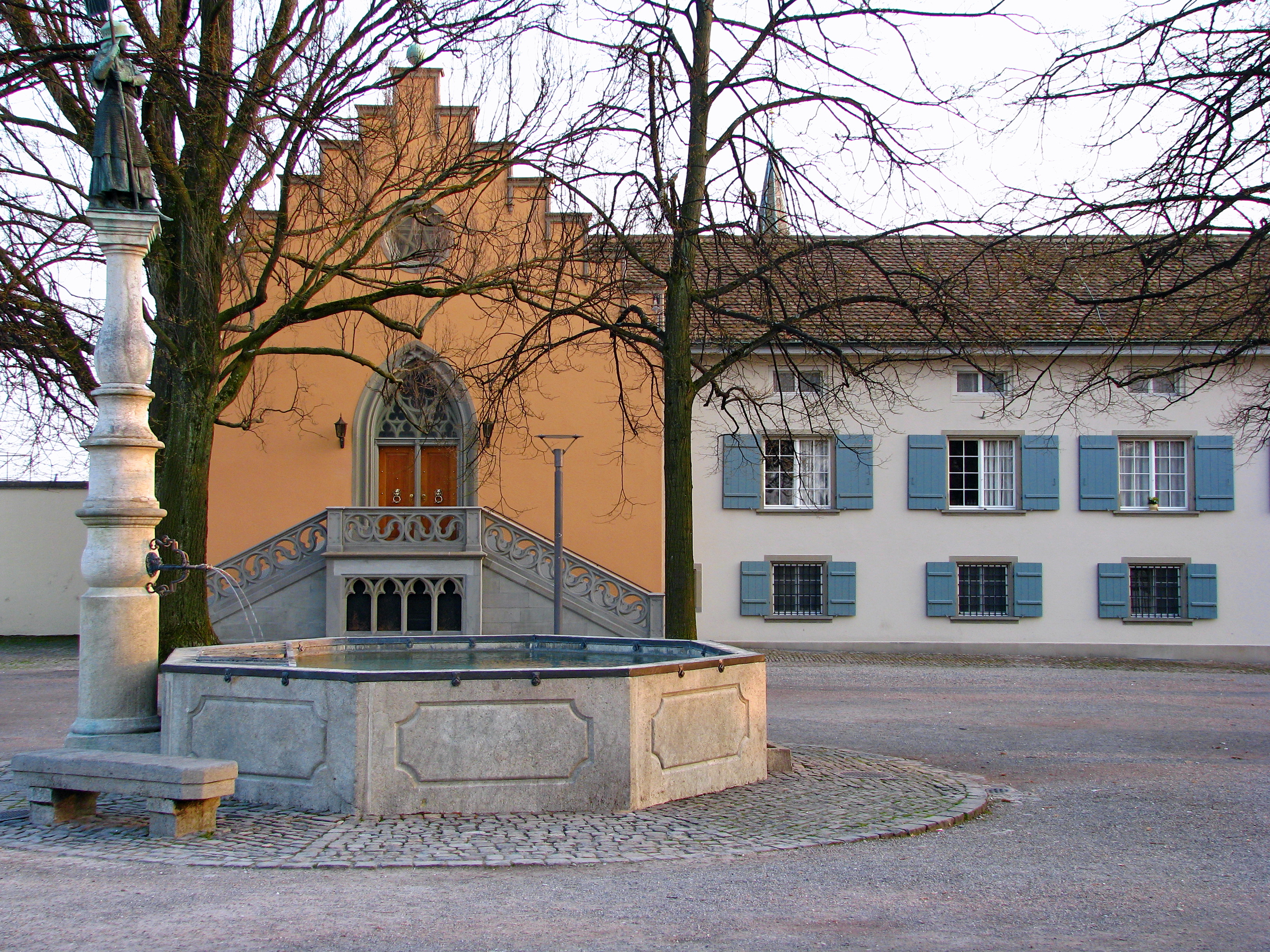
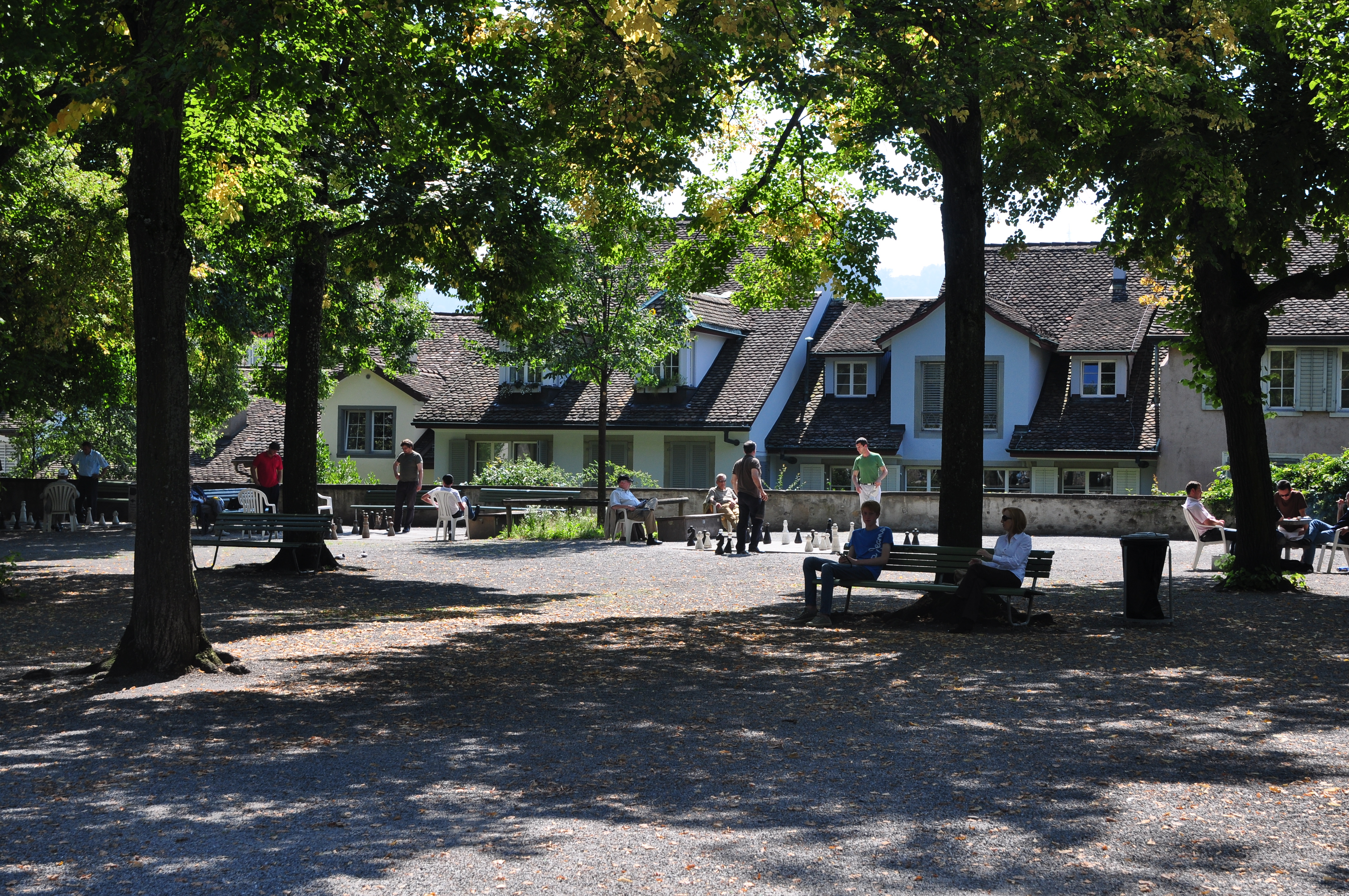
林登霍夫广场